# تريفور بارك
تريفور بارك (بالإنجليزية: Trevor Park)‏ هو سياسي بريطاني، ولد في 12 ديسمبر 1927، وتوفي في 6 أبريل 1995. حزبياً، نشط في حزب العمال. في الانتخابات العامة في المملكة المتحدة 1964 ‏، انتخب عضو البرلمان الثالث والأربعون للمملكة المتحدة عن دائرة South East Derbyshire (UK Parliament constituency) ‏ (15 أكتوبر 1964 – 10 مارس 1966) وفي الانتخابات العامة في المملكة المتحدة 1966 ‏، انتخب عضو البرلمان الرابع والأربعون للمملكة المتحدة عن دائرة South East Derbyshire (UK Parliament constituency) ‏ (31 مارس 1966 – 29 مايو 1970).